# Joachim-Elzéard de Gantel-Guitton
Pour les articles homonymes, voir Guitton.
Joachim Elzéard de Gantel-Guitton, seigneur de Mazargues, est un homme politique français, maire de Marseille (1779-1781).

## Biographie

### Famille
Le grand-père de Joachim Elzéard de Gantel-Guitton, secrétaire et conseiller du roi, avait acheté en 1728 la terre seigneuriale de Mazargues qui appartenait à Pauline de Simiane. Celle-ci était la fille de François Adhémar de Monteil de Castellane, comte de Grignan, et de Françoise-Marguerite de Sévigné, fille de Mme de Sévigné. La redevance de cette terre seigneuriale consistait notamment en la fourniture annuelle d’un faucon pèlerin avec son chaperon, coiffe de cuir destinée à aveugler le rapace. Les faucons de l’île de Riou étaient très renommés pour la chasse au vol ou fauconnerie.
Pendant la Révolution, Joachim Elzéard de Gantel-Guitton s’était réfugié à Lyon. Son fils Nicolas Jean Joachim Joseph, se croyant moins menacé, resta dans Marseille, mais il fut arrêté, condamné et guillotiné le 29 décembre 1793. Le château de Mazargues fut incendié.
En plus de son domaine de Mazargues, il possédait un hôtel particulier sur la Canebière en contiguïté avec celui du négociant de Seimandy. Son salon était réputé et il y recevait surtout le monde officiel.

### Parcours professionnel
Il est élu maire de Marseille. Il eut une action décisive pour la création d’un nouveau quartier à l’emplacement de l’arsenal des galères. En effet celui-ci étant devenu inutile, la vente des terrains d’emprise fut décidée sur le conseil de l'archiviste Thiers, grand-père d'Adolphe Thiers. Pierre-Victor Malouet, ordonnateur de la marine de Toulon, fut chargé de proposer l’affaire à la ville de Marseille. Gantel-Guillon fit partie d’une commission chargée de faire des propositions au conseil municipal sur les conditions d’achat.Un contrat de vente des terrains fut signé le 3 septembre 1781 entre la commune et l’intendant Charles Jean-Baptiste des Gallois de La Tour, agissant au nom du roi.
Il participe à des œuvres de bienfaisance ; il est fondateur de l’hôpital des pauvres paralytiques et incurables et directeur de la maison des repenties.
Il était partisan de l’enseignement chrétien ainsi que le montre la réponse faite à un instituteur voulant créer une maison d’enseignement : « La religion tient fort peu de place dans son mémoire … ; il ignore, sans doute, que, dans le christianisme, la morale et la religion sont tellement liées ensemble qu’elles ne forment qu’un seul corps. » La demande de l’instituteur fut rejetée.